# Liste von Landmarken am Ärmelkanal
Diese Liste von Landmarken am Ärmelkanal (English Channel, La Manche) nennt markante Städte auf dem jeweiligen Hochufer, Häfen, Leuchttürme und andere Navigationspunkte an den beiden Küsten des intensiv genutzten Seewegs Ärmelkanal, jeweils von Westen nach Osten. Die zwischen Großbritannien im Norden und Frankreich im Süden liegende, rund 550 km lange Atlantik-Meerenge wird nach der Definition der International Hydrographic Organization im Westen begrenzt durch eine Linie von der südwestenglischen Landspitze Land’s End zum Leuchtturm der französischen Île Vierge bei Brest. Im Osten verläuft die Grenze zur Nordsee hin entlang einer Linie, die das Shakespeare Cliff mit dem Cap Gris-Nez verbindet.
Die Schifffahrt in dem Gewässer orientierte sich traditionell bei in der Region häufig ungünstigen Sichtverhältnissen an der langen Kette markanter Bauten bzw. Leuchtfeuer, um zu den sicheren Häfen zu gelangen. Die moderne Schifffahrt folgt je nach Fahrtziel radargestützten Seewegen (Verkehrstrennungsgebieten).
International bekannte Hafenstädte am Kanal sind Southampton, Plymouth und Dover in Großbritannien und Cherbourg, Le Havre und Calais in Frankreich. Durch seine Passage werden darüber hinaus neben London praktisch alle bedeutenden Seehäfen der Niederlande und Deutschlands erreicht.

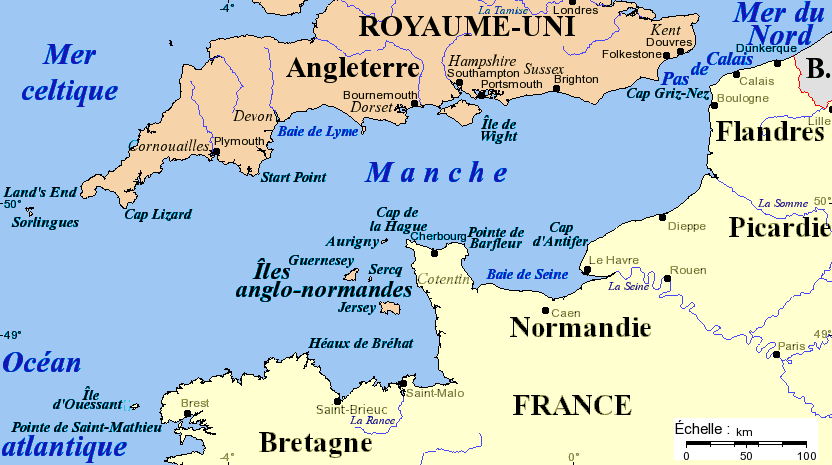
Carte de la Manche (Kanalkarte mit französischen Benennungen)

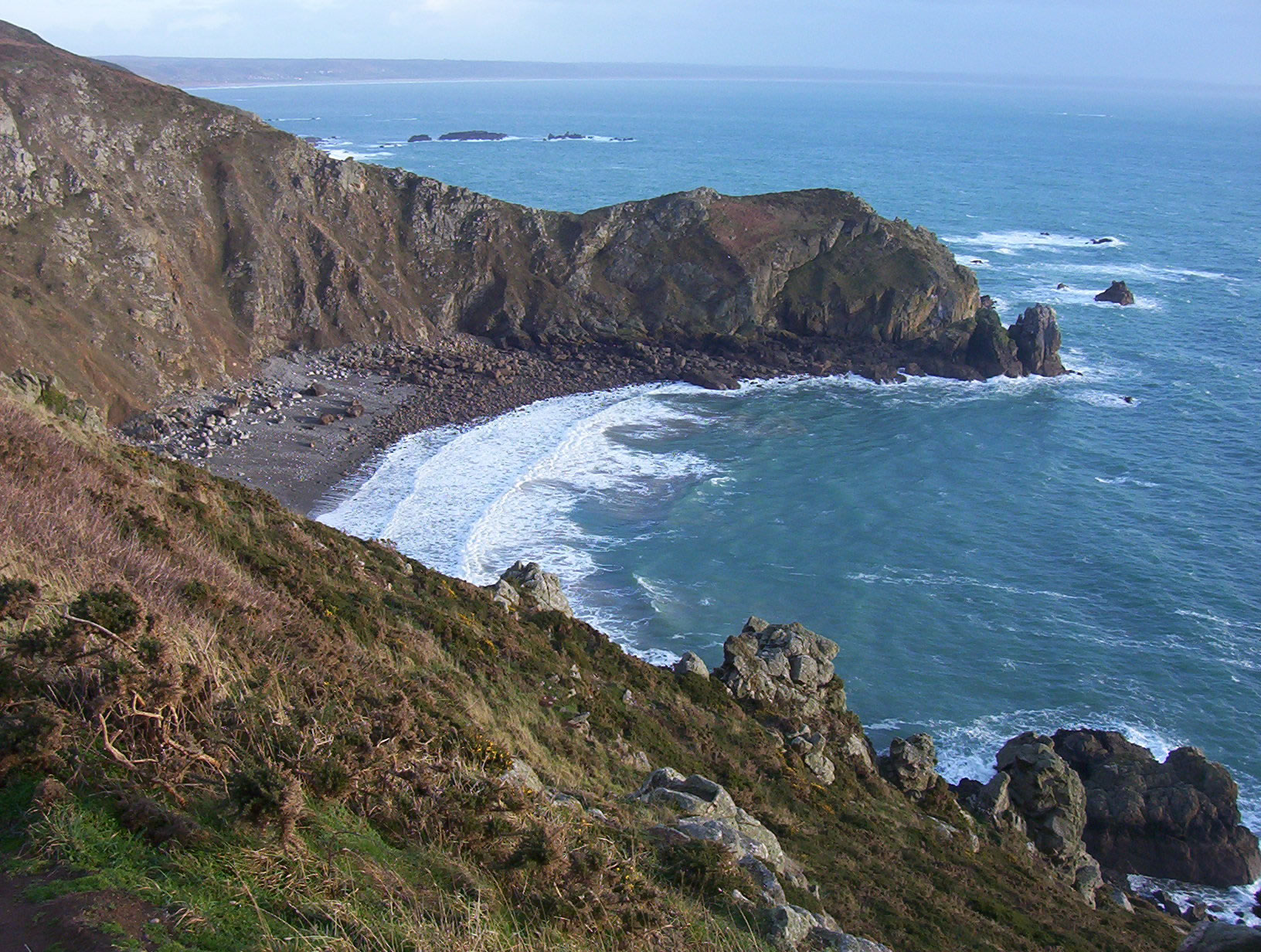
Kap von Jobourg in La Hague/Cotentin

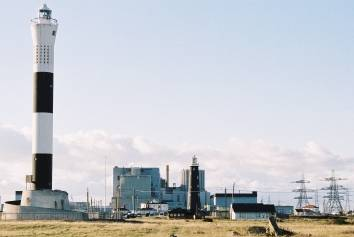
Neue Landmarken: Leuchtturm und Kernkraftwerk bei Dungeness

## Landmarken und andere Navigationspunkte am Ärmelkanal
In dieser Liste werden entlang der Nord- und der Südküste des Ärmelkanals die Orte von West nach Ost aufgezählt.
Bei den älteren Leuchttürmen ist in Klammern das Jahr des erstmaligen Betriebs vermerkt. Bei den Gemeinden kann die Art der Nutzung als Hafen genannt werden. Das kann insbesondere bei der Suche helfen, wenn eine Nutzungsänderung eingetreten ist (Beispiele: Containerhafen, Fährhafen bis 1968). Ebenfalls werden bemerkenswerte Flussmündungen und Landmarken genannt.

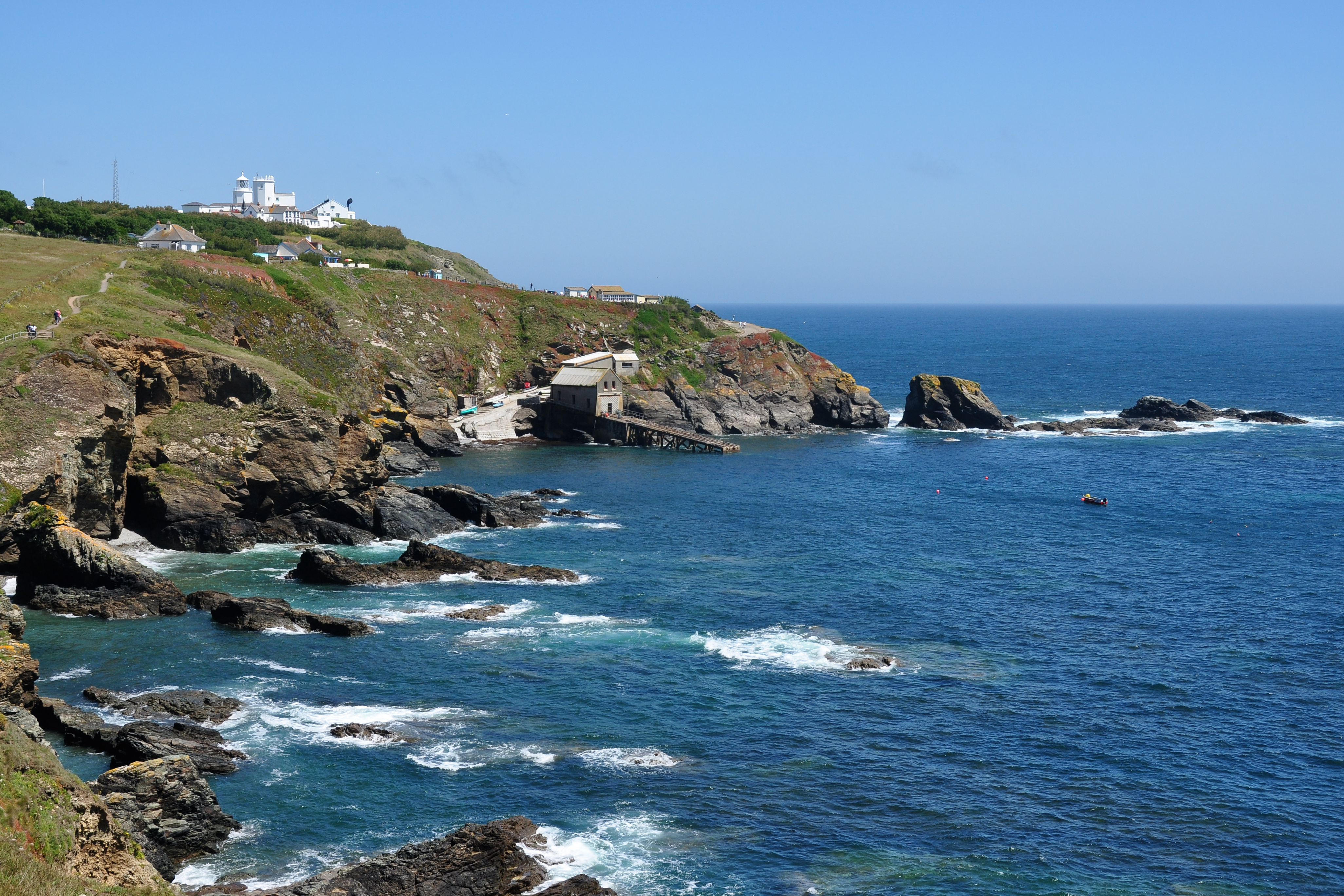
Lizard Point von Westen gesehen, unten die Station der Royal National Lifeboat Institution

### Entlang der Nordküste von West nach Ost
Die Nordküste ist durchgehend Bestandteil des Vereinigten Königreichs. Im Nordwesten schließt die Keltische See mit Irlands Südküste an.
Heute gilt Lizard Point in Cornwall als Nordwestgrenzpunkt des Ärmelkanals/British Channel. Die Marke liegt etwas südlich vom 50. Breitengrad.
Benachbarte Seegebiete: Bristolkanal (englisch Bristol Channel; walisisch Môr Hafren) ist eine Bucht an der Westküste Großbritanniens zwischen England (Cornwall) und Wales; Keltische See

#### Auf den Scillys, von Land’s End bis Lizard Point
- Scilly-Inseln (mit dem Leuchtturm Bishop Rock)
- Hugh Town (Ortschaft auf den Scilly-Inseln)
- Wolf Rock
- Halbinsel Penwith
  - Longships Lighthouse (Turm 2,01 km vor der Küste auf Carn Bras)
  - Trevescan
  - Land’s End, Ortschaft
  - Cape Cornwall (6,7 Kilometer nördlich vom Land’s End. An diesem Kap beginnen der Bristolkanal sowie die Irische See nach Norden und nach Süden der Ärmelkanal. Früher galt die Landspitze als westlichster Punkt Englands, bis genaue Messungen ergaben, dass Land’s End der westlichste Punkt ist.)
  - Porthcurno (Seekabel-Station)
  - Mousehole (Ortschaft mit Hafen)
  - Penzance; Penlee House (Gedenkstätte für die Toten des Zweiten Weltkriegs und Penzance Bezirksmuseum)
  - Newlyn Harbour (Fischerei)
- St Michael’s Mount (kleiner Hafen, Wallfahrtsort 400 m vor Marazion)
- Lizard Point bei Helston (Halbinsel The Lizard mit Leuchtfeuer seit 1752, diverse Nachfolgebauten, auch Funkstationen)
- Royal Naval Air Station Culdrose (RNAS Culdrose), die größte Hubschrauberbasis in Europa

#### Von Cadgwith bis Plymouth
- Cadgwith
- Fowey (natürlicher Tiefwasserhafen, im 15. Jahrhundert bedeutender Stützpunkt von Piraten)
- Kuggar (Grade–Ruan, on the Lizard peninsula)
- Coverack (Fischerhafen, Klippen in der Nähe: The Manacles)
- Falmouth
- Portscatho (mit Gerrans on Roseland Peninsula)
- Looe
- Rame Head, davor Eddystone Lighthouse (1882; 1982 automatisiert; Vorläuferbauwerk Winstanley's lighthouse, 1698)
- Plymouth (HM Naval Base Devonport, 1691, seither diverse Erweiterungen, größte Marinebasis in Westeuropa)

#### Von Wembury bis Exeter
An der Südküste der Grafschaft Devon
- Wembury
- Church Cove
- Ham Stone
- Starehole Bay
- Salcombe
- Start Point Lighthouse (im South Hams District; 1836)
- Hellsands
- Dartmouth (Dart)
- Brixham
- Exeter (Sitz des Britischen Wetterdienstes, Met Office, der sich bis 2004 in Bracknell befand,[4] Internationaler Flughafen mit Linienflügen auch zu den diversen Inseln)
- Exmouth

#### Von Sidmouth bis Portland
- Sidmouth
- Branscombe
- Beer
- Seaton
- Challaborough
- Bridport (Brid) und  (2 km nördl. von) West Bay, das ursprünglich Bridport Harbour hieß
- Isle of Portland (Kalksteinbrüche) bei Weymouth, Dorchester
  - Portland Bill Lighthouse
  - Portland Harbour, Sandsfoot Castle (Portland Habour ist mit 8,6 km² einer der größten von Menschen gebauten Häfen der Welt. Ausbau seit 1849. Während des Zweiten Weltkriegs war auf der inzwischen geschlossenen Marinebasis ein großer Teil der Royal Navy stationiert.)

#### Von Weymouth bis Southampton
- Weymouth
  - Portland Bill Lighthouse
- Studland
  - Anvil Point Leuchtturm
- Poole Harbour

Naturhafen bei Poole
- Brownsea Island
- Canford Cliffs
- Bournemouth
- Christchurch (Naturhafen)
- Barton on Sea
- Southampton (Sitz von Her Majesty’s Coastguard seit 1829)

#### Wight, von Portsmouth bis Eastbourne
- Feuer an der Einfahrt zum Solent der Wight-Insel: Hurst Point Lighthouse und Needles Lighthouse (Planungen seit 1781, in Betrieb 1786)
- Isle of Wight
  - Norton Green
  - Brightstone
  - St. Catherine’s Lighthouse (1323)
  - Reef Bay
  - St Lawrence
  - Sandown Fort
  - Culver Down Battery
  - Bembridge
  - St Helens Harbour
  - East Cowes
- Portsmouth (Solent) mit dem National Museum of the Royal Navy und Fort Nelson auf dem Portsdown Hill (gebaut nach 1860)
  - im Westen befindet sich der Hafen von Portsmouth (Ausbau seit 1194)
  - Portsmouth Harbour – Spinnaker Tower (neues Wahrzeichen, Aussichtsplattform) an der geschützten Westküste
  - HM Naval Base Portsmouth auf der Halbinsel Portsea Island
  - Hafenbefestigungen u. a. die Palmerston Forts, zum Bsp. die Solent forts (gebaut 1865–1880; jetzt als Luxushotels und ein Museum genutzt)[5]
    - Spitbank Fort
    - St Helens Fort
    - Horse Sand Fort
    - No Man's Land Fort

  - Naturhafen im Osten – Langstone Harbour. Südlich die Isle of Wight
  - Vor und während der Landung in der Normandie 1944 SHAEF-HQ von Dwight D. Eisenhower (Southwick House)
- Gosport
- Selsey
- Worthing
- Brighton, bekannt als Seebad[6][7]

1497 ein erster Befestigungsturm, immer wieder Festung/Militärbasis (Preston Barracks), Ausbau als Luftkurort seit den 1790ern, 1823–1896 erlaubte eine Landungsbrücke die bequeme Anreise per Dampfschiff direkt von London. Im 1. Weltkrieg viele Lazarette, u. a. der Royal Pavilion für indische Soldaten
2016, British Airways i360, mit 173 Metern höchster Aussichtsturm im Vereinigten Königreich, mit beweglicher Kanzel
- Newhaven, Industriehafen, East Sussex

Newhaven Fort – Ausbau ab 1865 (heute Museum)
- Seaford

Hier stehen die westlichsten Martello-Türme an der Südküste Englands (heute Museum).
- Beachy Head Lighthouse

im Meer vor der gleichnamigen Landspitze in East Sussex (höchste Kreideklippe in Großbritannien mit 162 m über dem Meeresspiegel, Teil der South Downs). Der Turm wurde 1902 wegen der besseren Sichtbarkeit bei Nebel davor ins Meer gebaut (43 m hoch). Es schließen sich die Seven Sisters genannten weiteren markanten Klippen an. (Der Name Beachy kommt vom französischen Beauchef (schönes Kap). 1834 erster Leuchtturm, das so genannte Belle Tout Lighthouse, auf einer Klippe 2 km weiter westlich.)
- Eastbourne, The Sovereign Harbour

Eastbourne Pier, eine 300 m lange Seebrücke von 1872, auch andere Seebrücken. Brände; zum Teil laufen Rekonstruktionen
- Normans Bay
- Bexhill

Ab 1890 Ausbau als exklusives Seebad, Bexhill-on-Sea. u. a. Ort eines ersten Autorennens in Großbritannien (1906)

#### Von Hastings bis Margate
- Hastings Castle, Hastings
- Greatstone

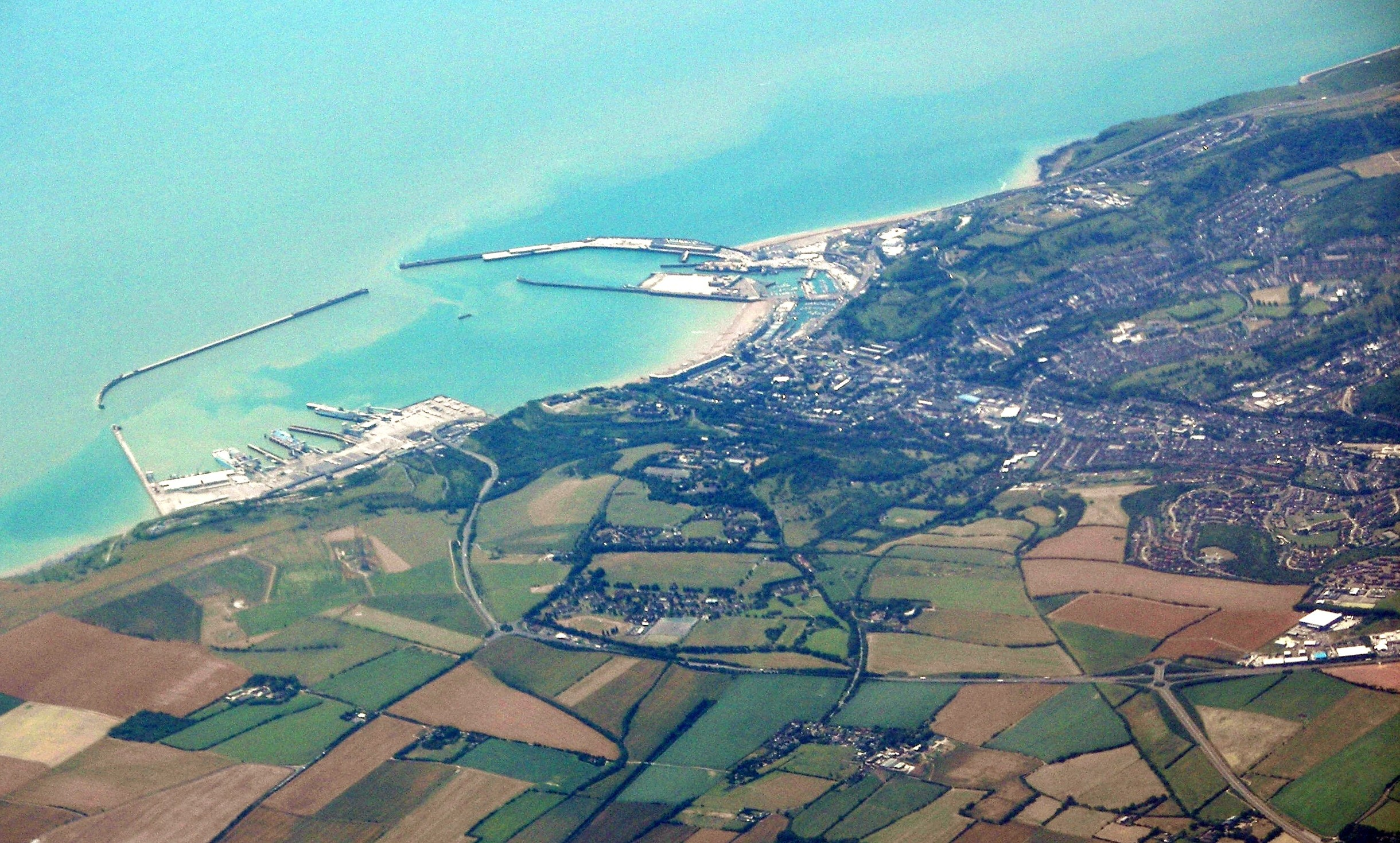
Hafengebiet von Dover

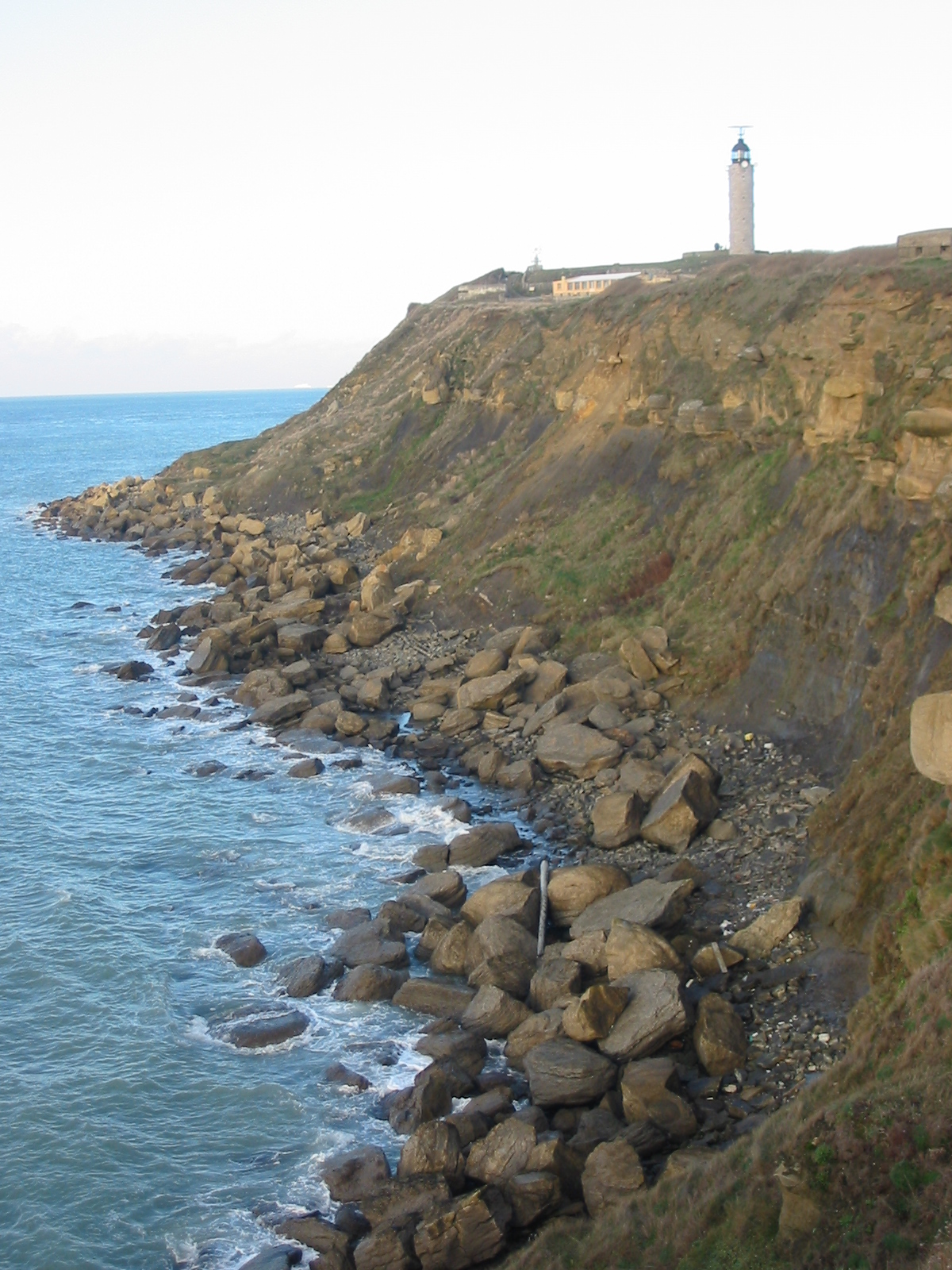
Sichtbeziehung zum Turm auf dem „gegenüber“ liegenden Cap Gris-Nez (Fr.)

- Leuchttürme von Dungeness (Regionsbezeichnung bei Lydd)
- Folkestone (Kleiner Hafen, nordwestlich das Portal des Eurotunnels)
- Dover, Dover Castle (hist. bedeutsam als „Schlüssel zu England“, mit einem römischen Leuchtturm), Port of Dover (früher:  Admiralty Harbour of Dover) und
  - Dover Ferry Port
  - Zwei South-Foreland-Leuchttürme (nach 1840, 1859 zuerst elektr.) markieren die Downs
  - Shakespeare Cliff (Kreidefelsen von D.) (hist. Vermessungspunkt mit Bezug auf Paris und Greenwich)

an der engsten Stelle des Kanals (33 km Entfernung nach  Frankreich; von hier der Ausdruck „Straße von D.“)
und Nort Foreland hinter der Sandbankkette Goodwin Sands
- St Margaret's Bay
- Deal Castle, Marine-Museum
- Stour-Mündung, Richborough-Port (römische Geschichte und geheimer Kriegshafen, WK1)
- Ramsgate (hist. Rettungsbootstation) und die Rettungsbootstation in Walmer, früher Fährhafen nach Oostende, Vlissingen (Niederlande), Dünkirchen (Frankreich) und Calais
- Margate
- Offshore-Windpark Thanet mit 100 Turbinen im Meer

Nach Osten bzw. Norden schließen sich das Mündungsgebiet der Themse (engl. Thames Estuary) z. B. mit Rochester bzw. die Nordsee (Doggerbank, Deutsche Bucht-German Bight) an.

### Entlang der Südküste von West nach Ost
Die Südküste des Kanals genannten Seegebiets gehört bis auf die Gewässer um die Kanalinseln heute zu Frankreich.

Zu ihr gehören die nördliche Bretagne- und die Normandie-Küste mit der Baie de Seine. Vorgelagert ist die bereits genannte Inselgruppe der Kanalinseln. Historisch ist auf den Namen der  Normandie beidseits des Ärmelkanals hinzuweisen.

#### Von Brest bis Cherbourg
- Felsen und Leuchtturm Phare de Nividic (erbaut ab 1912, in Betrieb mit Kriegsunterbrechung seit 1936)
- Insel Ouessant (frz.), bretonisch Enez Eusa, englisch Ushant, ist eine dem bretonischen Festland westlich vorgelagerte französische Insel im Atlantik. Sie ist mit über 850 ständigen Bewohnern die westlichste Siedlung Frankreichs. Es gibt hier 5 Leuchtfeuer. Die Insel gehört zur Region Bretagne, zum Département Finistère, zum Arrondissement Brest und zum Kanton Saint-Renan.
  - Der Phare du Créac’h, bretonisch Tour-tan ar C'hreac'h und auf engl. Ushant Lighthouse von 1863, dem Radarturm und der Phare du Stiff im Nordwesten der Insel dienen der Überwachung des westlichen Teils des Verkehrstrennungsgebietes im Kanal. Daneben stehen ein Sendemast für das NAVTEX-System und das Musée des phares au Créac'h.
- Brest im Département Finistère (das wird mit Ende der Erde übersetzt und heißt vor Ort jedoch Kopf/Haupt der Erde)[8]
- Phare de l’Île Vierge (Baubeginn 1842; bei Plouguerneau)
- Île-de-Batz (Leuchtturm)
- Lannion
- Morlaix
- Saint-Malo (Rance mit dem Gezeitenkraftwerk Usine marémotrice de la Rance, 1966)

Hafen und Festung, gleichnamige Bucht
- Tombelaine (Felsinsel) und Le Mont-Saint-Michel (mit Gemeinde und Kloster/Abtei; nordwestl. von Avranches)

- Saint-Pair-sur-Mer
- Granville

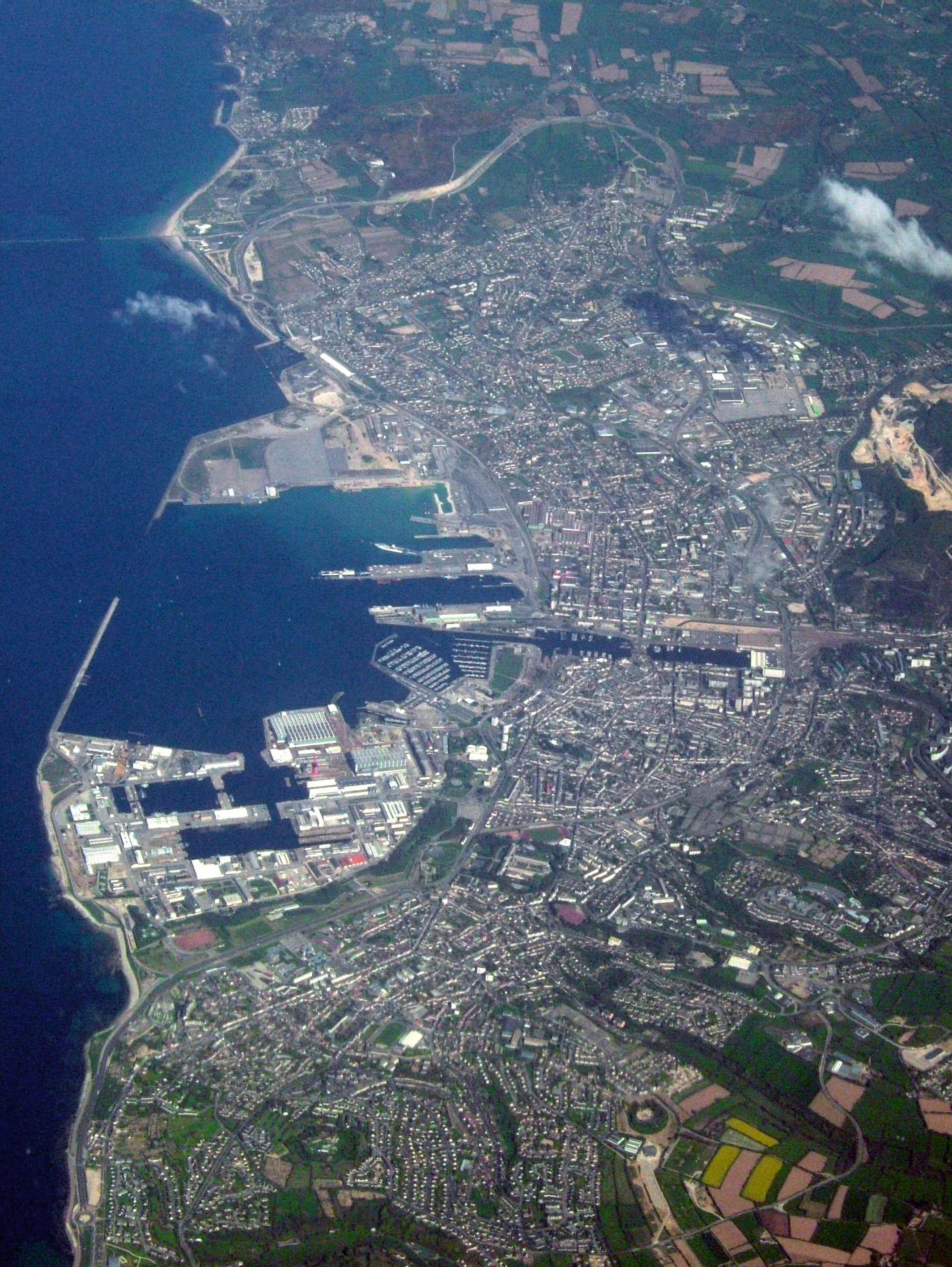
Eine der typisch gewachsenen Hafenanlagen, hier Cherbourg

- nördlich davon liegt: die Halbinsel Cotentin
- Coutances
- Barneville-Carteret
- Dielette
- Kanalinseln (englisch Channel Islands, französisch Îles Anglo-Normandes), eine Inselgruppe im südwestlichen Teil des Ärmelkanals – in Küstennähe des französischen Departements Manche. Auf ihnen leben ungefähr 166.000 Menschen (Stand 2015):
- Jersey (südlichste Kanalinsel, brit.)
  - Leuchtturm von La Corbière
  - Sorel Point Lighthouse

- Guernsey
  - Saint Peter Port, Hafen der

Hauptstadt und wichtigste Hafenstadt von Guernsey (Brit. Kanalinseln)
- - Castle Breakwater Lighthouse, Saint Peter Port Harbour (1850's)
  - Brehon Tower, Little Roussel, Guernsey (1856)
  - Leuchtturm Les Hanois, Les Hanois, Guernsey (1862)

Riffs westlich der Insel
- Sark

Leuchtturm von Sark
- Burhou

etwa 1,5 Kilometer westlich vor Alderney (zu Guernsey)
- Alderney
  - Leuchtturm von Alderney
  - Saint Anne, Alderney
  - Leuchtturm Les Casquets, Les Casquets, Alderney (1724)
- Nordzufahrt zur Passage de la Déroute  im Golf von Saint-Malo (mit der Straße von Alderney bzw. Raz Blanchard – Bezeichn. der Seewege)

- Flamanville (Dépt. Manche)

Hafen: Port-Diélette; Semaphor (1867–1988)
Kernkraftwerk Flamanville (seit 1985 in Betrieb; central nucléaire; neuer Block: EPR)
- Le nez de Jobourg und Le cap de la Hague als nordwestl. Anfang der Normandie

CROSS-ma Jobourg (Radarstation der frz. Marine)
- Auderville
- Cherbourg-en-Cotentin (Kriegs- und Handelshafen;

römisches Castrum, 1688 begann S. de Vauban Festungsanlagen auszubauen;  2002 Museum La Cité de la Mer)
- Barfleur

Hafen und Phare de Gatteville am Pointe de B. nach 1775
- Gemeindeliste auf der Halbinsel Cotentin, bzw. im Département Manche

#### Von Bayeux bis Honfleur
Die Bucht der Landungsstrände 1944, geografische Bezeichnung Baie de Seine nach der Flussmündung. Auf Französisch die cinq plages du débarquement allié en Normandie, Details zu den Abschnitten / Secteur américain siehe unter Utah Beach, Omaha Beach und dem Secteur anglo-canadien mit Gold Beach, Juno Beach und Sword Beach (auch französische Truppen;  zwischen Ouistreham und Saint-Aubin-sur-Mer).
- Gatteville-le-Phare, Turm nach 1775, zweiter Turm 1896; bei Barfleur
- La Madeleine (Ortsteil von Sainte Marie du Mont; Utah Beach)
- Carentan
- Saint-Lô

- Bayeux

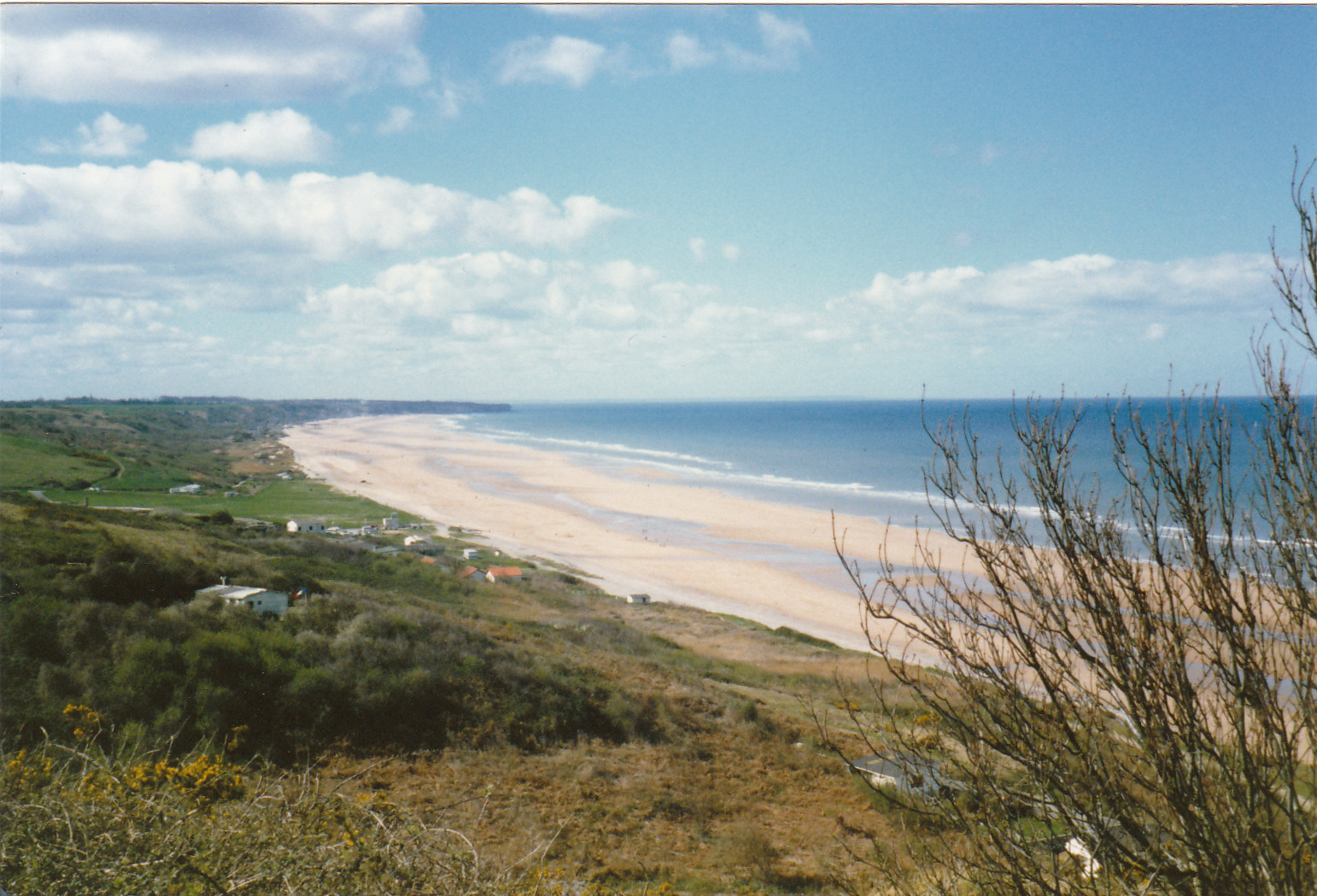
Heutige Ansicht auf den Omaha Beach

- Huppain mit Port-en-Bessin-Huppain
- Graye-sur-Mer
- Courseulles-sur-Mer (1944 Juno Beach; markanter Kirchturm)
- Saint-Aubin-sur-Mer
- Caen
- Ouistreham, Ornemündung, Sword Beach
- Sallenelles
- Merville-Franceville-Plage
- Varaville
- Cabourg
- Houlgate
- Villers-sur-Mer
- Blonville-sur-Mer
- Tourgéville
- Benerville-sur-Mer
- Deauville (Vieux Port, Port Deauville)
- Trouville-sur-Mer
- Villerville
- Honfleur, Musée de la Marine (in der Kirche Saint-Étienne)

#### Von Le Havre bis Boulogne

Unterseeischer Verlauf des Kanaltunnels (Eisenbahn)

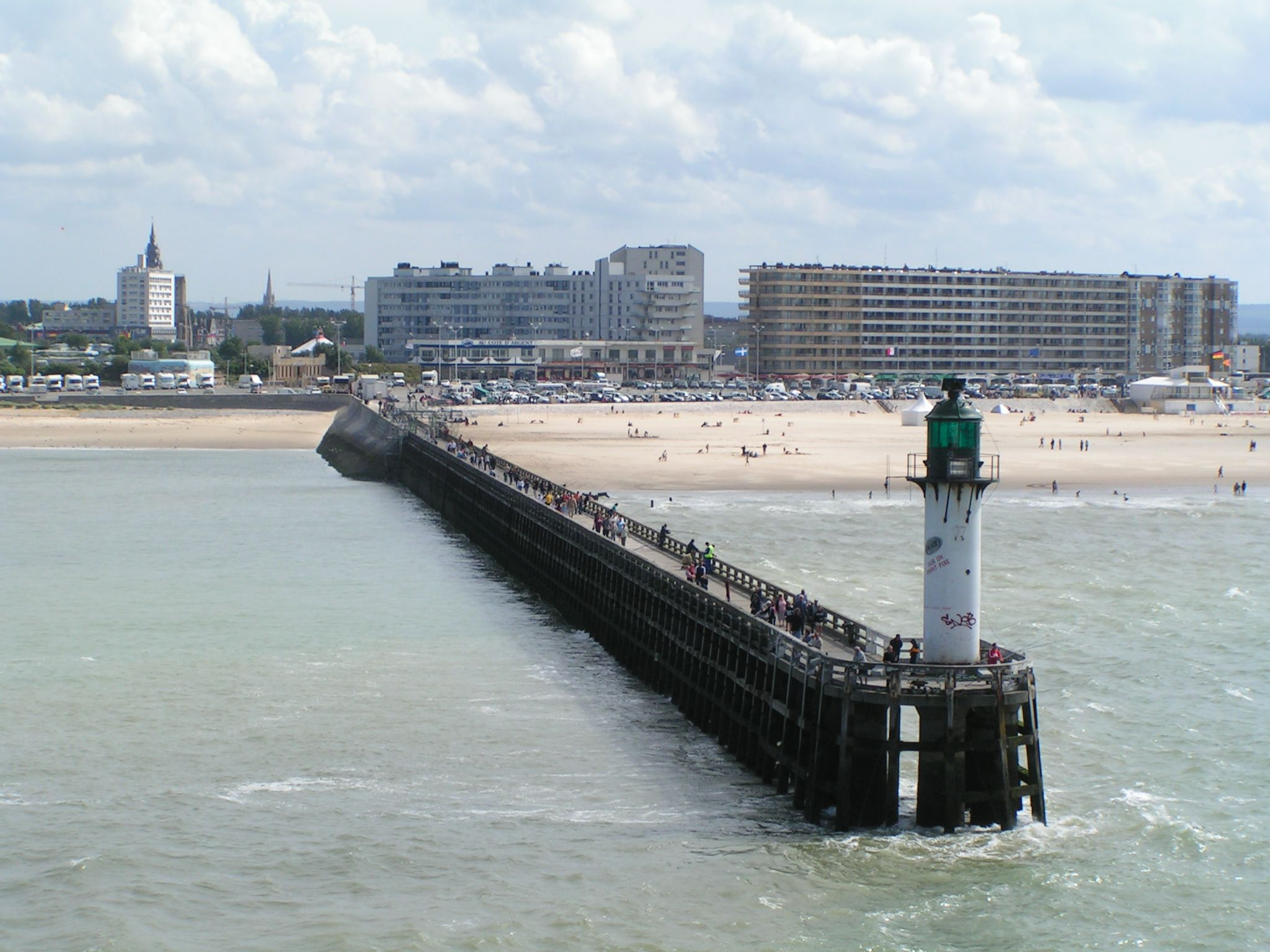
Quermarkenfeuer in Calais

- Le Havre, nach Osten folgt die Landschaft Pays de Caux
  - Port du Havre (zweitgrößter Seehafen Frankreichs, seit 1517 ausgebaut, Bedeutung für Paris, frz. Grand port maritime du Havre); Wiederaufbau der Stadt 1954–1954
  - Harfleur, an der Seinemündung
  - Octeville, Bruneval
- Saint-Jouin-Bruneval mit dem für Frankreich bedeutsamen Ölhafen Port du Havre-Antifer (markantes Rundbecken)
- Étretat, bekannt sind die Klippen (Falaises d‘É., cliffs of Etretat)
  - Falaises d’Aval (75 m)
  - Falaises d’Amont (84 m)
- Fécamp (Klippen mit 105 m Höhe)
- Hautot-sur-Mer (Sci)

mit einem von Deutschen angelegten Soldatenfriedhof für im August 1942 gefallene Kanadier (Cimetière militaire canadien de Dieppe)
- Dieppe (Arques)

Burg Dieppe
- Le Tréport
- Saint-Valery-sur-Somme
- Le Crotoy
- Baie d’Authie
- Berck
- Étaples
- Boulogne-sur-Mer (Liane)
- Leuchtturm auf dem Cap Gris-Nez

bekannte Landmarke an der Côte d’Opale für die Straße von Dover (franz. Le pas de Calais, engl.: Strait of Dover oder Dover Strait: engste Stelle). Die Bezeichnung „grau“ entstand, weil der offenliegende Fels grau ist, im Gegensatz zu dem in Sichtweite nördlich liegenden Cap Blanc-Nez, bei dem weißes Kreide-Gestein zu Tage tritt.

#### Von Calais bis Ostende
- Calais (römisch Caletum; Pale of Calais bis 1558; Tour de Guet – seit 13. Jahrhundert – evtl. sogar 810; neuer Leuchtturm 1848 – Le phare de Calais, 55 m Höhe, 1883 elektrifiziert, automatisiert 1992; bedeutender Fährhafen)
- Marck (Phare de Walde, 11 m Höhe, 1857; stillgelegt)
- Gravelines (mit dem Avantport Ouest)
- Grande-Synthe (Bourbourg)
- Dunkerque (Dünkirchen) (Stadtmauer 960, Ausbau des Fischerhafens zum Grand port maritime de Dunkerque ab dem 11. Jahrhundert, Hafenmuseum; Belfried (Beffroi), Leuchtturm, 58 m; UNESCO-Eintrag)
- Ostende (Belgien) (NAVTEX-Station (Navarea 1, Seewarngebiet Nordsee/Nordatlantik); Fährhafen)

## Filme
- Xavier Lefebvre: Die schönsten Küsten Frankreichs. (frz. Originaltitel: La France par la côte) tv-Serie, Dokumentation, Frankreich (arte), 2009, zehn Teile je 43 Min. IMDB; überwiegend Hubschrauber-Luftaufnahmen.
  - Teil 1: Von Dünkirchen bis zur Seinemündung.
  - Teil 2: Von Honfleur bis zum Mont-Saint-Michel.
  - Teil 3: Von Cancale nach Ile d’Ouessant. (Brest)